# 五島純玄
五島 純玄（ごとう すみはる）は、戦国時代から安土桃山時代の大名。初めは宇久（うく）次郎純玄を名乗り、宇久氏第20代当主、五島氏の初代。

## 略歴
五島列島の領主宇久純尭の子。
宇久家は純定の代にキリスト教が伝来し、純尭は夫婦で入信し、純玄も若いときに洗礼を受けて洗礼名はドン・ルイスといった。
天正15年（1587年）に父の死で家督を継ぐ。同年の豊臣秀吉の九州平定の時、豊後国府内に赴いて謁見して帰服し、所領を安堵された。このとき備前守重の刀と御朱印法度書を賜り、五島の守りのために遠征参加を免除されて帰された。
秀吉は九州役直後に最初のバテレン追放令を発したが、後見人として宇久家の実権を持っていた大叔父宇久盛重（宇久盛長の父）は「ぜんちよ（異教者）」であったため、領内でキリシタン迫害を始めた。まず宣教師を追放して、改宗を拒むキリシタンを切り倒し、教会を破壊して、仏僧を村に派遣して布教をさせた。このため家臣団の一部（大浜玄雅ら）が長崎に亡命するなど、宗門問題で対立があった。『グズマン東方伝道史』の翻訳の脚注で、キリシタンを迫害した叔父を玄雅のこととしているが、玄雅はキリシタンであり、これは脚注の間違いである。
文禄元年（1592年）から始まった文禄の役に従軍することになり、（先祖は宇久島の出身だが）五島に住んでいたので、これを期して名字を宇久から五島に改姓したとも秀吉に主従したときだったともいうが、いずれにしろ以後は、五島純玄を名乗る。また大和中納言（豊臣秀保）を憚って、官位の名乗りも若狭守に改めた。

五島勢は、長崎から戻った叔父大浜玄雅も共に出陣することになり、兵700、軍船17艘、属船8艘で渡海し、宇久盛長は留守居となった。先鋒となった小西行長の一番隊に属して連戦連勝で活躍したが、翌文禄3年（1594年）7月の休戦交渉中、純玄は疱瘡（天然痘）にかかって、看病の甲斐なく同月28日に死去した。享年33。
亡くなる前、宇久盛重が国元で死去したと聞いた純玄は、五島で再びキリシタンを保護したいと考えて、同じくキリシタン大名である小西行長に相談していたが、子がなく純玄が亡くなったため、行長は五島家臣と相談して（キリシタンの）五島玄雅（大浜玄雅）を推したが、本人が固辞したため、同じく亡くなっていた宇久盛長の2歳の子を養子とするという条件で玄雅を説得して、彼が五島1万2千6百石の福江藩藩祖となった。
その後、純玄の遺体は酒に漬けられて五島に運ばれ、福江大円寺に葬られた。純玄の夫人は、遺体が漬けられた酒を三杯飲んで、暇をもらって平戸の実家に帰ったと言われる。また鎌倉時代の先祖である宇久五島家5代の宇久競と共に始祖城山大権現に併祀され、城山神社の三柱神としても祀られている。